# Robert Friedrich (Politiker)
Robert Friedrich (* 29. November 1901 in Wachbach, Württemberg; † 23. Mai 1986 in Bad Mergentheim) war ein deutscher Politiker und Mitglied der NSDAP. Kurz vor Beginn des Zweiten Weltkriegs wurde er kommissarisch als Oberbürgermeister der Stadt Wuppertal eingesetzt.

## Leben
Friedrich wurde am 29. November 1901 als Sohn eines Schreinermeisters in Wachbach geboren. Für sein Philosophie- und Staatswissenschaftsstudium zog er nach Tübingen und studierte dort an der Eberhard-Karls-Universität. Er setzte es schließlich an verschiedenen Universitäten fort, nacheinander an der Johann Wolfgang Goethe-Universität in Frankfurt am Main, an der Karl-Franzens-Universität Graz, der Ludwig-Maximilians-Universität München und schließlich an der Albert-Ludwigs-Universität Freiburg im Breisgau, wo er im Jahr 1925 zum Dr. rer. pol. promovierte. Im selben Jahr begann er bei einer Hamburger Im- und Exportfirma als Werbeleiter zu arbeiten. Diese Tätigkeit beendete er 1928 und machte sich als Inhaber einer Futtermittel- und Holzgroßhandlung in Düsseldorf selbständig.
Friedrich trat zum 1. November 1931 der NSDAP bei (Mitgliedsnummer 724.164). Von 1933 bis 1938 war er Stadtverordneter in Düsseldorf und ebenfalls von 1933 bis 1945 war er auch Gauamtsleiter für Volkswohlfahrt im Gau Düsseldorf. Er wurde vom 21. Januar 1938 an kommissarisch zum Oberbürgermeister der Stadt Wuppertal ernannt. Er übte das Amt bis zum 31. März 1940 aus. Er starb am 23. Mai 1986 in Bad Mergentheim.